# Flankenwinkel
Der Flankenwinkel eines Gewindes wird zwischen den einander zugewandten Flanken zweier benachbarter Gewindegänge gemessen.

## Funktionen
Die Größe des Flankenwinkels wird passend zum Anwendungsbereich der Gewindeart gewählt.
- Säge- und Trapezgewinde haben einen kleineren Flankenwinkel und werden als Bewegungsgewinde eingesetzt. Der kleine Flankenwinkel reduziert die Reibung und verbessert somit den Wirkungsgrad und die Leichtgängigkeit von Gewinden, die regelmäßig bewegt werden.
- Spitzgewinde mit 60° und Whitworth-Gewinde mit 55° haben einen größeren Flankenwinkel und werden gewöhnlich als Befestigungsgewinde eingesetzt. Der größere Flankenwinkel bewirkt größere Reibung und damit bessere Selbsthemmung gegen das unabsichtliche Lösen der Schraubverbindung.

## Übersicht der Gewindearten
Das ACME-Trapezgewinde (USA) unterscheidet sich mit einem Flankenwinkel von 29° nur geringfügig vom in Europa gebräuchlichen metrischen ISO-Trapezgewinde, welches einen Flankenwinkel von 30° aufweist.

### Genormte Gewinde
(Teilweise der DIN 202 entnommen)
| Benennung                                   | Normung                                                                                | Winkel           | Profil | Kennbuchstaben | Beispiel-Kurzbezeichnung | Anwendung                                                                                               |
| ------------------------------------------- | -------------------------------------------------------------------------------------- | ---------------- | ------ | -------------- | ------------------------ | --- |
| Metrisches ISO-Gewinde / Spitzgewinde       | DIN 13                                                                                 | 60°              |        | M              | M8 M8x1                  | Schraubverbindungen                                                                                     |
| Metrisches kegeliges Außengewinde           | DIN 158                                                                                | 60°              |        | M              |                          | für Verschlussschrauben und Schmiernippel                                                               |
| Rohrgewinde, parallel                       | DIN EN ISO 228-1                                                                       | 55°              |        | G              | G13⁄4                    | Rohrverbindungen                                                                                        |
| Whitworth-Gewinde, Kegelverhältnis 1:16     | DIN EN 10226-2                                                                         | 55°              |        | R              | R1⁄2                     | Rohrverbindungen                                                                                        |
| kegeliges Whitworth-Gewinde, 3:25 kegelig   | DIN EN 144-1                                                                           | 55°              |        | E              | E 17 con                 | Einschraubstutzen von Gasflaschenventilen                                                               |
| kegeliges Whitworth-Gewinde                 | DIN 477-1                                                                              | 55°              |        | W              | W 28,8 × 1⁄14            | Einschraubstutzen von Gasflaschenventilen                                                               |
| zylindrisches Whitworth-Gewinde             | DIN 49301                                                                              | 55°              |        | W              | W3⁄16                    | für D-Schraub-Paßeinsätze D II und D III in der Elektrotechnik                                          |
| Metrisches ISO-Trapezgewinde                | DIN 103                                                                                | 30°              |        | Tr             | Tr 14 × 3                | z. B. an Werkzeugmaschinen (u. a. Dreh- und Fräsmaschinen)                                              |
| ACME-Anschluss, ACME-Trapezgewinde          |                                                                                        | 29°              |        |                |                          | Adapter für die Betankung mit Autogas                                                                   |
| Flachgewinde / Maschinengewinde             |                                                                                        | 0°               |        | Sq             |                          | Maschinen (total veraltet, abgelöst durch Trapezgewinde DIN 103)                                        |
| metrisches Sägengewinde                     | DIN 513 (DIN514 Feingewinde)                                                           | 30°              |        | S              | S 10 × 2                 | bei Aufnahme von einseitig wirkenden Kräften, Pressen                                                   |
| Britisches Sägengewinde / ANSI Sägengewinde | DIN 2781                                                                               | 45°              |        | S              | S 25 × 1,5               | für hydraulische Pressen                                                                                |
| Rundgewinde                                 | DIN 405 / DIN 20400                                                                    | 30°              |        | Rd             | Rd 8 × 1⁄10"             | geringe Kerbwirkung, verschmutzungstolerant, beispielsweise für Koppelgewinde zwischen Eisenbahnwaggons |
| Elektrogewinde / Edisongewinde              | DIN 40400 (E14 bis E33), DIN EN 60061-1 für Lampensockel E5, E10 und E40, DIN EN 60399 |                  |        | E              | E 14                     | D-Sicherungen, E 14 und E 27 auch für Lampenfassungen                                                   |
| Stahlpanzerrohrgewinde                      | DIN 40430                                                                              | 80°              |        | Pg             | Pg 21                    | Früher Elektroinstallationen. In diesem Anwendungsbereich abgelöst durch metrisches ISO-Gewinde         |
| Blechschraubengewinde                       | DIN 7970                                                                               | 60°              |        | ST             |                          | Blechschrauben                                                                                          |
| Blechschraubengewinde                       | DIN EN ISO 1478                                                                        | 60°              |        | ST             | ST 3,5                   | für Blechschrauben                                                                                      |
| Holzschraubengewinde                        | DIN 7998                                                                               | 60°              |        | ohne           | 4                        | für Holzschrauben                                                                                       |
| Fahrradgewinde                              | DIN 79012                                                                              | 60°              |        | FG             | FG 2                     | Fahrräder                                                                                               |
| Ventilgewinde                               | DIN 7756                                                                               | 60°              |        | Vg             | Vg 11                    | Ventile                                                                                                 |
| Glasgewinde                                 | DIN 40450                                                                              | 35° / 50°        |        | Glasg          | Glasg 74,5               | Elektrotechnik für Schutzgläser und Kappen                                                              |
| RMS-Gewinde                                 | DIN 58888                                                                              | 55°              |        | RMS            | RMS                      | Objektivanschluss für Mikroskopobjektive                                                                |
| kegeliges Gestängerohrgewinde               | DIN 20314                                                                              | 60°, 1:4 kegelig |        | Gg             | Gg 41⁄2                  | für Tiefbohrtechnik und Bergbau                                                                         |
| Gewinde für Knochenschrauben und Muttern    | DIN 58810                                                                              | ohne             |        | HA HB          | HA 4,5 HB 6,5            | Knochenschrauben und Muttern für chirurgische Implantate                                                |
| Gewinde für Knochenschrauben und Muttern    | DIN 58810                                                                              | ohne             |        | HB             | HB 6,5                   | Knochenschrauben und Muttern für chirurgische Implantate                                                |

### Gewinde nach Werknorm
| Benennung                        | Normung                | Winkel                | Profil                | Kennbuchstaben        | Beispiel-Kurzbezeichnung | Anwendung |
| -------------------------------- | ---------------------- | --------------------- | --------------------- | --------------------- | ------------------------ | --- |
| Kreuzgewinde / Reversierspindeln | nach Werknorm (DIN ? ) | nach Zeichnungsangabe | nach Zeichnungsangabe | nach Zeichnungsangabe | nach Zeichnungsangabe    | Auf- und abspulen von Seilen im Kranbau oder von Garnfäden auf Spulen im Textilbereich ohne Drehrichtungsumkehr. |